# نشمي (اسم)
نشمي هو اسم علم مذكر من أصل عربي، ومعناه هو من النشم، وهو نقط بيض وأخرى سود، وشجر تتخذ منه القسي، والنشم تغير الرائحة، والبدء في الأمر، والنشمي الشجاع سموا به بسكون الشين وصوابه الفتح.

## الأصل اللغوي
{نشم (المعجم لسان العرب)
"النَّشَمُ، بالتحريك: شجر جبليّ تتخذ منه القسيّ، وهو من عُتُق العِيدان؛ قال ساعدة بن جُؤَيَّة: 
 واحدتُه نَشَمةٌ.
الأَصمعي: من أَشجار الجبال النَّبْع والنَّشَمُ وغيره تتَّخذ من النَّشَم القِسِيُّ؛ ومنه قول امرئ القيس: 
 والنَّشَمُ أَيضاً: مثل النَّمَش على القلب؛ يقال منه: نَشِم، بالكسر،فهو ثورٌ نَشِمٌ إِذا كان فيه نقط بيض ونقط سود.
ونَشَّمَ اللحمُ تَنْشيماً: تغيَّر وابتدأَتْ فيه رائحةٌ كريهة، وقيل: تغيرت ريحُه ولم يبلغ النَّتْنَ، وفي التهذيب: إِذا تغيرت ريحُه لا من نَتْنٍ ولكن كَراهةً.
يقال: يَدِي من الجُبْنِ ونحوِه نَشِمةٌ.
والمُنَشِّمُ: الذي قد ابتدأَ يتغيَّر؛

وأَنشد: 
قال: خضر المَزادِ الفَظُّ وهو ماءُ الكَرِش.
ويقال: إِن الماء بَقِي في الأَداوي فاخْضَرَّت من القِدَم.
وتَنَشَّمْتُ منه علْماً إِذا استفَدْت منه علماً.
ونَشَّمَ القومُ في الأَمر تَنْشِيماً: نَشَبوا فيه وأَخذوا فيه.
قال: ولا يكون ذلك إِلا في الشرّ؛ ومنه قولهم: نَشَّم الناسُ في عُثْمان.
ونَشَّمَ في الأَمر: ابتدأَ فيه؛ عن اللحياني، هكذا، قال فيه، ولم يقل به.
ونَشَّمه ونشَّمَ فيه: نال منه وطَعَن عليه.
وقال أَبو عبيد في حديث مَقْتل عثمان: لما نَشَّمَ للناسُ في أَمره؛ قال: معناه طعنوا فيه ونالوا منه، أَصلُه من تَنْشِيم اللحم أَوَّلَ ما يُنْتِن.
وتَنَشَّمَ في الشيء ونَشَّم فيه إذا ابتدأَ فيه؛ قال الشاعر:
يريد تَبدَّى في أَول الصبح، قال: وأَديمُ الليل سواده، وجريمُه: نفسه.
والتَّنشيم: الابتداءُ في كل شيء.
وفي النوادر: نَشَمْتُ في الأمر ونَشَّمْت ونَشَّبْت أي ابتدأْت.
ونَشَّمَتِ الأَرضُ: نَزَّتْ بالماء.
والمَنْشِم: حبُّ (* قوله «والمنشم حب إلخ» هو كمجلس ومقعد) من العِطْر شاقٌّ الدَّقّ.
والمَنْشَم والمَنْشِم: شيء يكون في سنبل العِطر يُسَمِّيه العطّارون رَوْقاً، وهو سَمٌّ ساعةٍ، وقال بعضهم: هي ثمرة سوادء مُنْتِنَة، وقد أَكثرت الشعراءُ ذِكْر مَنْشِمٍ في أَشعارهم؛ قال الأَعشى: أَراني وعَمْراً بيننا دَقُّ مَنْشِمٍ،فلم يبق إلا أَن أُجَنَّ ويَكْلَبَا ومَنْشِمُ، بكسر الشين: امرأَة عطّارة من هَمْدان كانوا إذا تطيَّبوا من ريحها اشتدَّت الحرب فصارت مثلاً في الشرّ؛ قال زهير: تَدارَكْتُمُ عَبْساً وذُبْيانَ، بعدما تَفانَوْا، ودَقُّوا بينهم عِطْرَ مَنْشِمِ صرفه للشِّعر.
وقال أَبو عمرو بن العلاء: هو من ابتداء الشرّ، ولم يكن يذهب إلى أَن مَنْشِمَ امرأَةٌ كما يقول غيره؛ وقال ابن الكلبي في عِطْرِ مَنْشِم: مَنْشِمُ امرأَةٌ من حِمْيَر، وكانت تبيع الطيب، فكانوا إذا تطيبوا بطيبِها اشتدَّت حربُهم فصارت مثلاً في الشرّ؛ قال الجوهري: مَنْشِمُ امرأَةٌ كانت بمكة عطّارة، وكانت خُزاعةُ وجُرْهُم إذا أَرادوا القتال تطيَّبوا من طيبها، وكانوا إذا فعلوا ذلك كَثُرَ القَتْلى فيما بينهم فكان يقال: أَشْأَمُ من عِطْرِ مَنْشِم، فصار مثلاً:، قال: ويقال هو حبُّ بَلَسانٍ.
وحكى ابن بري، قال: يقال عطرُ مَنْشَم ومَنْشِم، قال: وقال أَبو عمرو مَنْشَمٌ الشرُّ بعينه، قال: وزعم آخرون أَنه شيء من قُرون السُّنْبُل يقال له البَيْش، وهو سَمُّ ساعةٍ؛ قال: وقال الأَصمعي هو اسم امرأَة عطَّارة كانوا إذا قصدوا الحرب غَمَسوا أَيْدِيَهم في طِيبها، وتحالفوا عليه بأَن يسْتَمِيتُوا في الحرب ولا يُوَلُّوا أو يُقْتَلوا، قال: وقال أَبو عمرو الشَّيْباني: مَنْشِم امرأَة عطارة تبيع الحَنُوط، وهي من خُزاعة، قال: وقال هشامٌ الكَلْبيُّ من، قال مَنْشِم، بكسر الشين، فهي مَنشِم بنت الوَجيه من حِمْير، وكانت تبيع العِطْرَ، ويتشاءمون بعطرها، ومن، قال مَنشَم، بفتح الشين، فهي امرأَة كانت تَنْتجع العربَ تبيعُهم عِطرها، فأَغار عليها قومٌ من العرب فأَخذوا عِطْرَها، فبلغ ذلك قومَها فاستأْصلوا كلَّ مَنْ شَمُّوا عليه ريحَ عطرها؛ وقال الكلبي: هي امرأَة من جُرهُم، وكانت جُرْهُم إذا خرجت لقتال خُزاعة خرجت معهم فطيَّبتهم، فلا يتطيب بطيبها أَحد إِلا قاتلَ حتى يُقتل أَو يجرح، وقيل: مَنْشِمُ امرأَةٌ كانت صنعت طيباً تُطَيِّب به زوجها، ثم إنها صادقت رجلاً وطيّبته بطيبِها، فلقِيَه زوجُها فشمَّ ريحَ طيبها عليه فقتَله، فاقتتل الحيّانِ من أَجله.}

## وصلات خارجية
- موسوعة السلطان قابوس لأسماء العرب